# Свир (Подпорозький район)
Свир (рос. Свирь) — селище залізничної станції у Подпорозькому районі Ленінградської області Російської Федерації.
Населення становить 43 особи. Належить до муніципального утворення Никольське міське поселення.

## Історія
Згідно із законом від 1 вересня 2004 року № 51-оз належить до муніципального утворення Никольське міське поселення.

## Населення
| 2007 | 2010 | 2014 | 2015 | 2016 | 2018 | 2019 |
| ---- | ---- | ---- | ---- | ---- | ---- | ---- |
| 71   | ↘50  | ↗51  | ↘47  | ↘41  | ↘33  | ↗35  |
| 2020 |      |      |      |      |      |      |
| ↗43  |      |      |      |      |      |      |